# Hortillonnages von Amiens

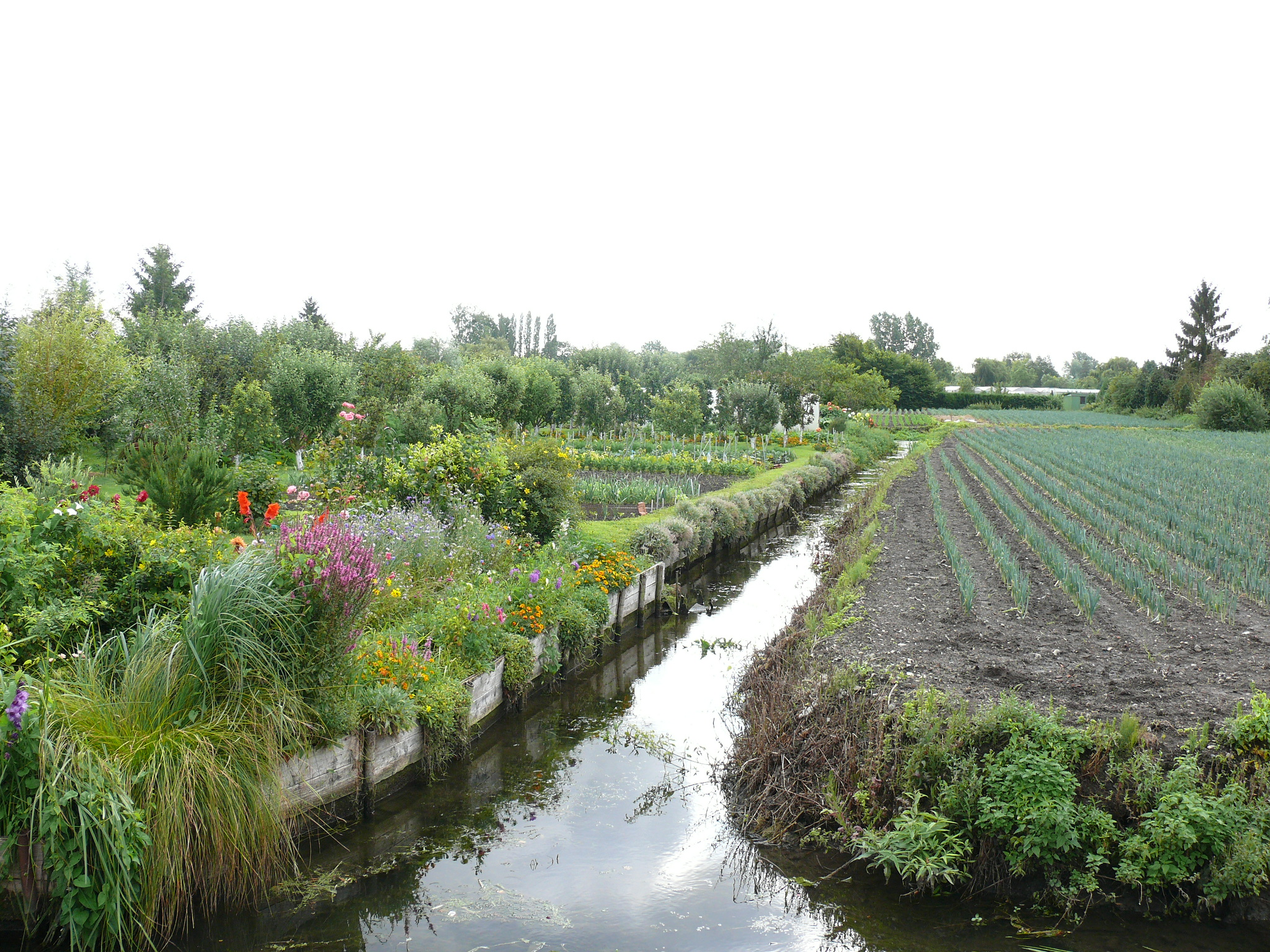
Die Hortillonages

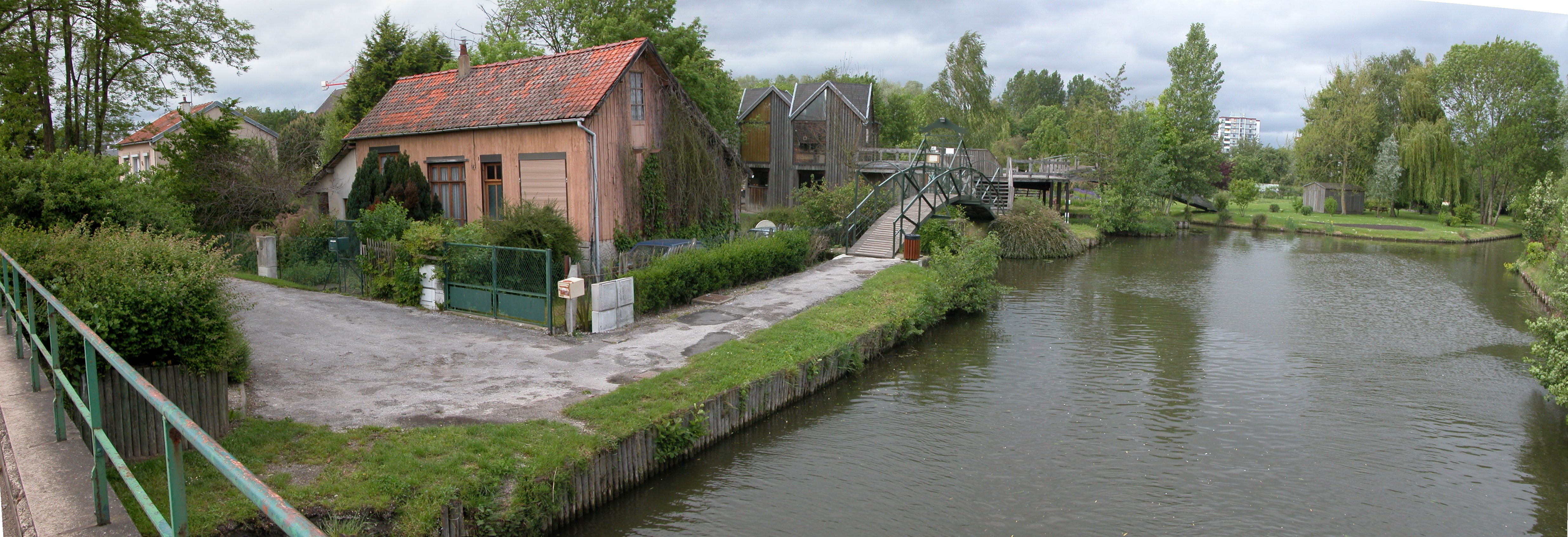

Die Hortillonnages von Amiens (auf Pikardisch: ches hortillonnaches Anmiens) sind in Feuchtgebieten angelegte Kleingärten, die wohl seit der Zeit der Römerherrschaft, jedenfalls aber seit dem Mittelalter der Versorgung der Einwohner von Amiens mit Obst und Gemüse dienten. Von der ursprünglich 10 000 ha umfassenden Fläche bestehen heute noch 300 ha. Seit den 1950er Jahren ging der Anbau von Gemüse in den Hortillonages erheblich zurück. Aktuell bewirtschaften noch zehn Gärtner ca. 25 ha Land. Die restliche Fläche besteht aus Kleingärten und dient als Zweitwohnsitz zu Erholungszwecken.
Die Hortillonage sind mittlerweile eine Touristen-Attraktion. Neben Wanderwegen werden Fahrten mit langen, flachen Kähne mit geneigtem Bug, ursprünglich das Verkehrsmittel der Gemüsebauern, angeboten. Mehr und mehr werden allerdings Elektroboote genutzt. Die Besucherzahl wird mit jährlich rund 100.000 angegeben.
Die Freiwilligenorganisation „SOS-Hortillonages“ pflegt das Gebiet und setzt sich für seine Erhaltung ein.

## Begriff
Der Begriff leitet sich von dem spätlateinischen „hortellus“ (Gärtchen) ab.

## Lage

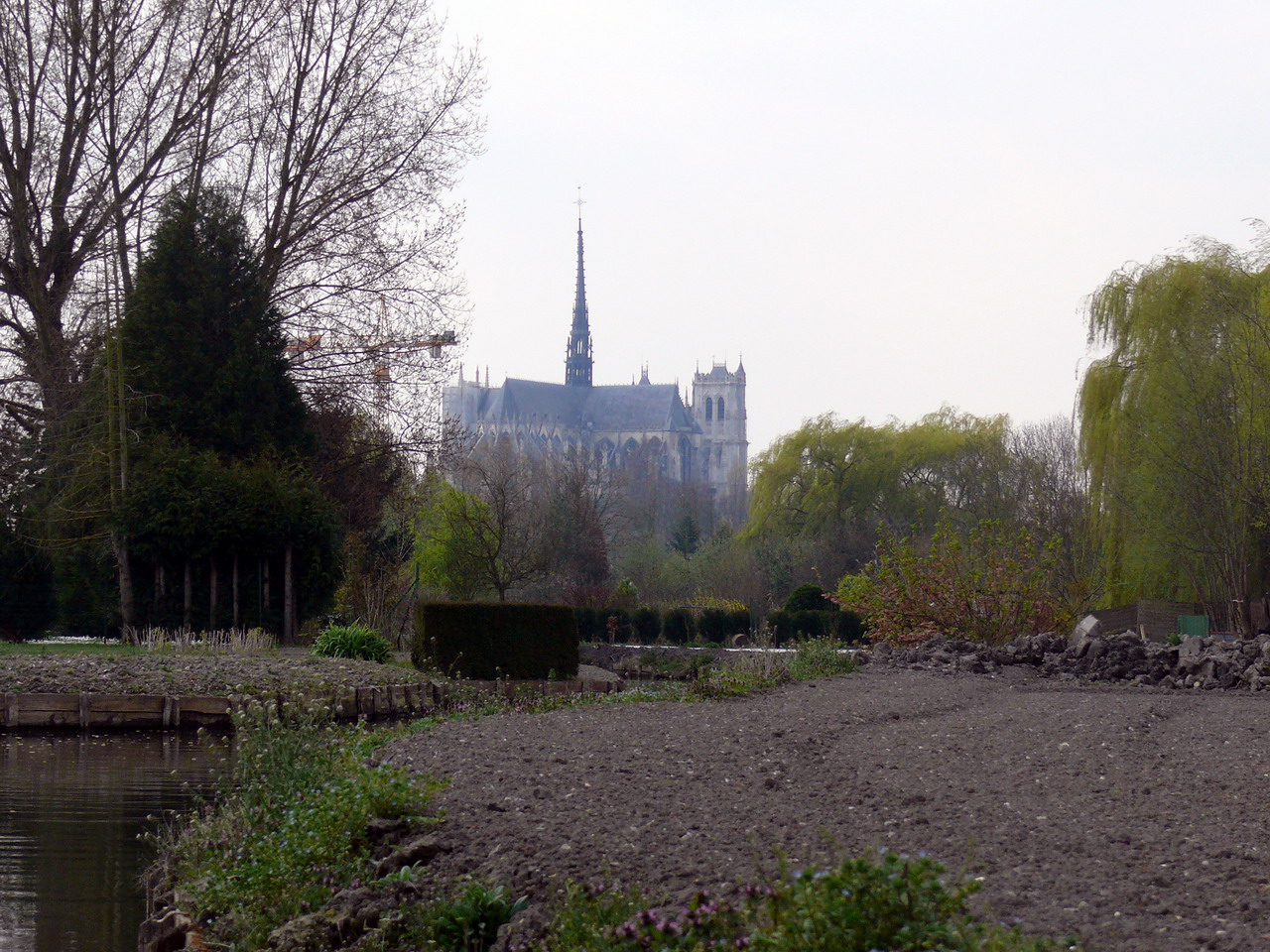
Blick über die Hortillonnages auf die Kathedrale von Amiens

Die Hortillonnages liegen in den Tälern der Somme und der Avre oberhalb der Stadt in den Gemeinden Camon, Lamotte-Brebière, Longueau und Rivery und umfassen heute noch eine Fläche von rund 300 ha (gegenüber ursprünglich rund 10000 ha).

## Flora und Fauna
Vertreten sind unter anderem Seerosen, Schilf, Wiesenfuchsschwanz und Pfeilkraut, Wasserhuhn und Haubentaucher, Schleien, Aiteln, Aale und Hechte.

## Zweckverband
Die Gemeinden Amiens, Rivery und Camon haben 1973 einen Zweckverband (seit 1977 „Syndicat intercommunal pour l'aménagement et la sauvegarde des Hortillonnages“) gebildet, der inzwischen in der Communauté d’agglomération Amiens Métropole aufgegangen ist.